# Николаевка (Локтевский район)
Никола́евка — село в Локтевском районе Алтайского края. Административный центр и единственный населённый пункт Николаевского сельсовета.

## История
Основано в 1886 году. В 1928 году состояло из 366 хозяйств, основное население — украинцы. В административном отношении село являлось центром Николаевского сельсовета Локтевского района Рубцовского округа Сибирского края.

## Население
| 1926 | 1997 | 1998 | 1999 | 2000 | 2001 | 2002 |
| ---- | ---- | ---- | ---- | ---- | ---- | ---- |
| 2133 | ↘758 | ↘743 | ↘723 | ↘705 | ↘689 | ↘610 |
| 2003 | 2004 | 2005 | 2006 | 2007 | 2008 | 2009 |
| ↗636 | ↘593 | ↘567 | ↗625 | ↗636 | ↘615 | ↗617 |
| 2010 | 2011 | 2012 | 2013 | 2014 | 2015 | 2016 |
| ↘599 | ↘593 | ↘572 | ↘542 | ↘503 | ↘476 | ↘458 |
| 2017 | 2018 | 2019 | 2020 | 2021 |      |      |
| ↘454 | ↘445 | ↘423 | ↘411 | ↘396 |      |      |

## Улицы
| - ул. Заречная, - ул. Клочкова, - пер. Комарова, - пер. Комсомольский, - ул. Молодёжная, | - ул. Новая, - пер. Садовый, - пер. Центральный, - пер. Школьный, - ул. Юбилейная. |